# Brawlin
Brawlin – domniemany książę nowogrodzki, panujący na przełomie VIII i IX wieku.
Informacja o Brawlinie pochodzi z żywota świętego Stefana z Suroża. W okresie datowanym na koniec VIII lub początek IX wieku miał uderzyć ze swoją drużyną na Krym i zająć całe jego południowe wybrzeże, od Chersonezu po Kercz i Suroż. Po złupieniu soboru św. Zofii, gdzie pochowany został Stefan z Suroża, za sprawą cudownego wstawiennictwa świętego miał nawrócić się wraz ze swoimi towarzyszami i oddać zrabowane dobra.
Autentyczność przekazu o Brawlinie jest podawana przez badaczy w wątpliwość. Jego postać i sam wspomniany najazd na Krym nie są znane z żadnych innych źródeł. Żywot św. Stefana z Suroża, spisany w Bizancjum na początku IX wieku, nie zachował się do czasów współczesnych w oryginale i znany jest tylko z piętnasto-, szesnastowiecznych odpisów ruskich. Cała opowieść mogła zostać dopisana do pierwotnego tekstu przez skrybę. Samo imię Brawlina ma przypuszczalnie źródłosłów skandynawski (por. goc. *bralv i st.-wys.-niem. brāwa – „brew”).